# Turn It Up (film)
Turn It Up è un film del 2000 diretto da Robert Adetuyi.
Il film è stato distribuito dalla New Line Cinema negli Stati Uniti il 6 settembre del 2000.

## Trama
Daimond, uno sconosciuto musicista rap, sta provando a farsi conoscere lanciando una demo. Per poter pagare le spese insieme al suo manager Gage inizia a vendere droga per conto di Mr.B. 
Ma nell'arco di una settimana la sua vita si rivoluziona completamente: sua madre muore, il padre torna dopo 12 anni di assenza e la sua fidanzata Kia gli annuncia di essere incinta.